# Temenis pallidior
Temenis pallidior är en fjärilsart som beskrevs av Charles Oberthür 1901. Temenis pallidior ingår i släktet Temenis och familjen praktfjärilar. Inga underarter finns listade i Catalogue of Life.